# Gheorghe Popescu (Diplomat)
Gheorghe Popescu (* 30. Mai 1942 in Bukarest) ist ein rumänischer Diplomat im Ruhestand.

## Werdegang
Von 1962 bis 1967 studierte er Bachelor der Wirtschaftswissenschaft an der Wirtschaftsakademie Bukarest.
1967 wurde ein Kind von ihm geboren. Von 1972 bis 1977 wurde er zum Thema "Rolul cooperării tehnico-ştiinţifice internaţionale în reducerea decalajelor şi subdezvoltării” (Die Rolle der internationalen technischen und wissenschaftlichen Zusammenarbeit bei der Verringerung von Lücken und Unterentwicklung) promoviert.
Von 1967 bis 1974 übte er den Beruf des Journalisten aus. Zwischen 1973 und 1976 war er Botschafter in Bangui und war zeitgleich als Universitätsassistent, Außerordentlicher Professor an der Akademie für Wirtschaftswissenschaft immatrikuliert. Anschließend war er Geschäftsträger in Abidjan. Von 1982 bis 1988 war er in der Abteilung Afrika beschäftigt und darauffolgend bis 1990 als Gesandtschaftsrat in London.
Ab 1990 war Popescu stellvertretender Leiter der Abteilung Afrika.
Von 1991 bis 1996 war Popescu Botschafter in Harare und leitete ab 1997 den Bereich Afrika, Asien, Lateinamerika und Australien. Von 9. Juni 1997 bis 12. September 2000 war er Botschafter in Tel Aviv.
Von 2001 bis 2005 war er Ministerialrat im Verbindungsbüro Außenministerium (Rumänien) – Abgeordnetenkammer (Rumänien).
Anschließend war er bis 2007 Geschäftsführer der S.C. Longbridge Buh S.A.
Von 2003 bis 2007 war er ebenso außerordentlicher Professor an der Rumänisch-Amerikanischen Universität und dozierte zu den Themen Krisenmanagement, Internationale Konflikte, Diplomaten- und Protokollfunktionen sowie Europäisches Geschäftsumfeld.
Von 2005 bis 2006 war Popescu außerordentlicher Professor an der Valahia University of Târgoviște.

## Veröffentlichungen
- 1977: Dissertation in Revista economică
- Die Liquidation der Unterentwicklung – ein wesentlicher Imperativ der Gegenwart
- Technologietransfer und wirtschaftliche Entwicklung
- 2004–2005: Internationale Zusammenarbeit im Krisen- und Konfliktmanagement in Revista economică
- UN – Erfahrungen und Perspektiven in der Konfliktprävention
- OSZE – Eine Sicherheitspolitik, die ausschließlich auf Zusammenarbeit basiert
- Europäische Gemeinschaft und Konfliktbewältigung
- NATO-Ansatz zur Konfliktverhütung und Krisenbewältigung
- 2005: Internationale Beziehungen und Herausforderungen des 19. Jahrhunderts, Niculescu-Verlag
- 2005: Diplomatie – Verhandlungskunst, Verhandlung des Möglichen, Niculescu Verlags
- 2005: Diplomatie – eine regulierte Kunst, Valahia University Press
- 2005: Politik und Macht (Koordinator – Adrian Gorun), Expres – Târgoviste-Verlag

Er spricht englisch und französisch.
| Vorgänger        | Amt                                                                     | Nachfolger                                |
| ---------------- | ----------------------------------------------------------------------- | ----------------------------------------- |
| Ioan Covaci      | Rumänischer Botschafter in Bangui 1973 bis 1977                         | Gilles Ionel Gouandjika                   |
| 17. Mai 1967     | Rumänischer Geschäftsträger in Abidjan Elfenbeinküste 1977 bis 1982     | Corina Galbenu de Cuyper, Honorary Consul |
| Petre Blajovici  | Rumänischer Botschafter in Harare 1991 bis 1996                         | Florica Barbu                             |
| Mircea Mironenco | Rumänischer Botschafter in Tel Aviv 9. Juni 1997 bis 12. September 2000 | Mariana Stoica                            |